# シャヴァニアック＝ラファイエット
シャヴァニアック＝ラファイエット （Chavaniac-Lafayette）は、フランス、オーヴェルニュ＝ローヌ＝アルプ地域圏、オート＝ロワール県のコミューン。

## 地理
コミューンは、リヴラドワ・フォレ地域圏自然公園の南西端に位置する。
陸路では、クレルモン＝フェランの南東96kmのところにあり、およそ26km離れたブリウデとおよそ37km離れたル・ピュイ＝アン＝ヴレの中間にある。

## 歴史
1880年、サン・ジョルジュ・ドーラックから分離し、シャヴァニアックの名でコミューンとなった。1757年にこの地で誕生したラファイエット侯爵ジルベール・デュ・モティエにちなみ、ラファイエットの名が追加された。

## 人口統計
| 1962年 | 1968年 | 1975年 | 1982年 | 1990年 | 1999年 | 2006年 | 2011年 |
| ------ | ------ | ------ | ------ | ------ | ------ | ------ | ------ |
| 513    | 458    | 389    | 352    | 317    | 293    | 289    | 274    |

参照元:1999年までEHESS、2004年以降INSEE